# Nunciatura Apostólica en China
La Nunciatura Apostólica en China es la misión diplomática de la Santa Sede ante la República de China. La República de China se conoce ahora más comúnmente como «Taiwán». Sin embargo, en lo que respecta al Vaticano, la República de China es el Estado de «China» (véase Una sola China). La Santa Sede no tiene misión diplomática ni relaciones diplomáticas con la República Popular China (RPC). La Nunciatura Apostólica en China se encuentra en el número 7-1, calle 265, sección 2 de Heping East Road, distrito de Da'an, Taipéi.
El rango de un nuncio es equivalente al de un embajador, con la salvedad de serlo de la Santa Sede (un sujeto de derecho internacional no estatal) y no de la Ciudad del Vaticano (una Ciudad-Estado). El puesto ha estado vacante desde 1971, cuando se aprobó la Resolución 2758 de las Naciones Unidas, por la que se reconocía a los representantes del Gobierno de la República Popular China como únicos representantes legítimos de China. Desde entonces, la misión ha estado dirigida por un encargado de negocios. El actual encargado es Stefano Mazzotti.

## Historia
Las relaciones entre la Santa Sede y China se remontan al intercambio diplomático de los entonces Estados Pontificios y la China de la Dinastía Qing para permitir el establecimiento de misiones religiosas ajenas a las ejercidas hasta entonces por la Francia colonial, llegando a un acuerdo el 3 de mayo de 1870 por petición de Li Hongzhang (gobernador de Zhili). El 20 de septiembre del mismo año los Estados Pontificios dejarían de existir al ser absorbidos en la unificación italiana, comenzando la cuestión romana que no sería resuelta hasta 1929.
En esta primera etapa, Antonio Agliardi actuó como ministro plenipotenciario de los Estados Pontificios primero y de la Santa Sede después frente al Imperio chino.
Las relaciones entre la Santa Sede y la decadente China imperial no avanzarían demasiado debido a la situaciones internas de ambos sujetos. No fue hasta 1918, ya con el Gobierno de Beiyang, que la Santa Sede y el gobierno chino intercambiaron diplomáticos que actuasen como embajadores para con el otro, siendo nombrados Giuseppe Petrelli por parte de la Santa Sede y Dai Chenlin por parte del gobierno de Beiyang. Esta acción no profundizó mucho más la relación diplomática debido a la injerencia francesa que destacó la legitimidad de Beiyang como representante de toda China, pues esta se encontraba dividida entre Beiyang y el gobierno nacionalista hasta la reunificación de 1928.
De hecho, en 1922, el primer delegado apostólico de la Santa Sede, Celso Benigno Luigi Costantini fue nombrado frente a la República de China y no frente al gobierno de Beiyang.
La nunciatura vio una oficialización firme en 1946 con el nombramiento de Antonio Riberi como internuncio apostólico en China con sede en Nankin. En 1951, con la derrota del Kuomintang en la guerra civil china, Riberi se trasladó a Taipéi, capital provisional de la República de China tras perder la China continental frente a los comunistas.
En 1966, la internunciatura apostólica en China fue elevada a Nunciatura Apostólica en China, manteniendo la sede en Taipéi, a donde se desplazó el primer nuncio apostólico en China, Giuseppe Caprio.
En 1971, se aprobó la Resolución 2758 de la Asamblea General de las Naciones Unidas, que reconoció a la República Popular de China como el único representante legítimo de China frente a las Naciones Unidas en detrimento de la República de China, que había mantenido el estatus desde 1949 incluso sin el control sobre la China continental.
Por ello, la Santa Sede se vio obligada a prescindir del Nuncio Apostólico para cumplir con el posicionamiento oficial de la ONU, por lo que el 2 de agosto de 1972 se le encargó a Edward Cassidy la Nunciatura Apostólica en Bangladés aunque sin retirarle su encargo de la nunciatura en China, por lo que el cago se mantuvo de iure hasta abril de 1979, cuando Cassidy renunció oficialmente al cargo, si bien este llevaba siendo realizado por un encargado de negocios desde el mismo 1972, que lo empezó a realizar Francesco Colasuonno.

## Nuncios Apostólicos
Oficialmente, sólo ha habido tres nuncios apostólicos en China, los cuales son:
| Imagen | Nombre               | Nombre en chino                         | Inicio                  | Fin                      | Detalles adicionales                                                         |
| ------ | -------------------- | --------------------------------------- | ----------------------- | ------------------------ | ---------------------------------------------------------------------------- |
|        | Giuseppe Caprio      | en chino: 高理耀, romanizado: Gāo Lǐyào | 24 de diciembre de 1966 | 22 de agosto de 1967     | Previamente internuncio apostólico en China desde el 20 de mayo de 1959.     |
|        | Luigi Accogli        | en chino: 艾可儀, romanizado: Ài Kěyí   | 16 de octubre de 1967   | 29 de septiembre de 1970 |                                                                              |
|        | Edward Idris Cassidy | en chino: 葛錫迪, romanizado: Gé Xīdí   | 27 de octubre de 1970   | Abril de 1979            | Desde agosto de 1972 nuncio apostólico de Bangladés y sin destino en Taipéi. |

Previamente ha habido varios enviados de la Santa Sede a China y posteriormente a 1972 las labores del puesto propio del internuncio han sido desarrolladas por un encargado de negocios, siendo actualmente el italiano Stefano Mazzotti (en chino: 馬德範, romanizado: Mǎ Défàn) el poseedor del cargo desde el 19 de julio de 2022.